# قيامة أرطغرل
قيامة أرطغرل (بالتركية: Diriliş Ertuğrul)، هو مسلسل تاريخي تركي من كتابة وإِنتاج محمد بوزداغ وإِخراج متين جوناي، تقع أحداثه في القرن الثالث عشر الميلادي، ويعرض مقدمات ودوافع تأسيس الدولة العثمانية من عرض سيره حياة الغازي أَرطغرل بن سليمان شاه، قائد قبيلة قايي من أتراك الأوغوز المسلمين ووالد عثمان الأول مؤسس الدولة العثمانية. وقام بدور أرطغرل الممثل التركي إنجين آلتان دوزياتان في 150 حلقة وخمسة مواسم بعد أَن شاهده نحو 3 مليارات مشاهد في العالم، وبث عبر شاشات في 71 دولة، مدبلجا إلى 25 لغة مختلفة، أبرزها العربية، والإنجليزية والأردية.
عُرضت الحلقة الأولى من المسلسل على القناة الأولى التركية تي أر تي 1 ، وبدأ عرض أولى حلقات الموسم الأول من المسلسل في 10 ديسمبر 2014، ثم عُرضت حلقات الموسم الثاني بدءً من 30 سبتمبر 2015، وانتهى في 8 يونيو 2016 عرضت حلقات الموسم الثالث الذي بدأ في 26 أكتوبر 2016 وانتهى في يونيو 2017، ثم بدأ عرض الموسم الرابع في 25 أكتوبر 2017 واستمر عرضه حتى 6 يونيو 2018، ثم بدأ عرض الموسم الخامس والأخير في 7 نوفمبر 2018 وانتهى في 29 مايو 2019 على نفس القناة. عُرض المسلسل أيضًا على قنوات أخرى كثيرة مثل قنوات روسيا ورومانيا وباكستان وإيران وإندونيسيا والمجر واليونان وبلغاريا والبوسنة والهرسك وأذربيجان وأفغانستان وألبانيا وجورجيا وقطر ومقدونيا وسلوفينيا وصربيا وليتوانيا وكرواتيا وبنغلاديش وقنوات أخرى غيرها، كما وتعرض نتفليكس المسلسل باللغة التركية وتتوفر الترجمة باللغتين العربية والإنجليزية.
جرى تصوير المسلسل في قرية ريفا (بالتركية: Riva) على البحر الأسود، وهي قرية في منطقة بيكوز بإسطنبول، تركيا، وأقيمت في القرية مزرعة خاصة للخيول المستخدمة في تصوير المسلسل وعددها 25 جواداً يشرف عليها طبيب بيطري، كما توجد حيوانات أخرى تحت الرعاية مثل الأغنام، والماعز، وطيور الهزار والحجل لأغراض التصوير. أما حلقات الموسم الثالث فصُوّرت في منطقة محافظة نوشهر بإقليم كبادوكيا بتركيا.
المسلسل من إخراج متين قوناي (بالتركية: Metin Günay) وموسيقى المقدمة من ألباي غولتكين (بالتركية: Alpay Göktekin).
عُرضت الحلقات كل يوم أربعاء في تمام الساعة 7:55 مساءً على قناة تي أر تي 1 التركية، وكانت الحلقة تُعرض مترجمة للعربية اليوم التالي فجر الخميس، وجاءت الحلقة الخاتمة متضمنة لتلاوة سورة الفتح، مع انطلاق بطل المسلسل أرطغرل ورفاقه في مهمة توحيد صفوف العالم الإسلامي، وإنقاذه من التفرق، والانتقال به لمستقبل مشرق، حسب ما صوّره المخرج.
حقق المسلسل عالميا 3 مليارات مشاهدة وبلغت إيراداته نحو مليار دولار.

## الموسيقى والمؤثرات الصوتية
الموسيقى التصويرية للمسلسل من تأليف الموسيقار التركي ألباي غولتكين،  استُخدمت في العديد من الأعمال الإبداعية، كما ألهمت موسيقى مسلسل قيامة أرطغرل الاحتجاجات اللبنانية، عبر أنشودة «ثورة وطن» التي كانت في تجمعات المتظاهرين في ميادين لبنان، وقد حُولت موسيقى المسلسل إلى أنشودة خاصة بفلسطين تحمل اسم نهضة أمة من طرف ناصر الغزاوي، خلال زيارت رئيس تركيا للبحرين قامت الأوبرا الملكية البحرينية وفرقة البحرين لموسيقى الشرطة بتقديم معزوفة مسلسل ارطغرل

## قصة المسلسل

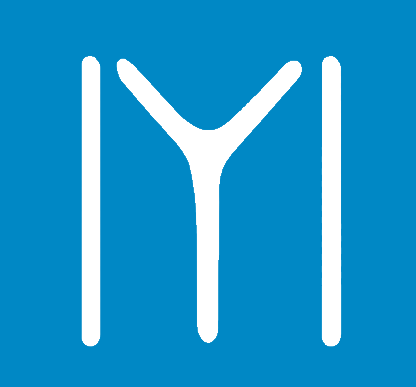
شعار قبيلة قايى.

### الموسم الأول
تدور أغلب أحداث الموسم الأول بين ولايتي حلب وأنطاكيا في القرن الثالث عشر، في زمن الصراعات والنزاعات بين الإمبراطوريات في المنطقة، ففي الوقت الذي جاءت فيه قبائل التركمان، كان المغول والروم يتنازعان على المنطقة.
بدأ أرطغرل بن سليمان شاه، ووالد عثمان الأول مؤسس الدولة العثمانية رحلة البحث عن قطعة أرض يستقر فيها مع قبيلته المكونة من 400 خيمة لإنهاء معاناتهم وتنقلاتهم، بعد مرحلة طويلة من الخطر وقلة الأمان والبحث وعدم الاستقرار، وكانت الإمبراطورية الرومانية والمغول أكبر أعدائه، وفي وقت انحسار الآمال واليأس، جابه أرطغرل كل تلك المصاعب وانتصر على أعدائه بالعزم الصبر والذكاء ليهدي قبيلته أرضاً تستقر فيها. منهياً بذلك معاناتهم الطويلة. وليصبح بذلك الرجل الذي غيّر خارطة العالم ببنائه لأسس الإمبراطورية العثمانية التي انتشرت في قارات العالم القديم الثلاث.
فبعد مضايقات المغول لقبيلة «قايي»، تعاني القبيلة من الفقر والبرد في الشتاء القارس، فتذهب إلى ولاية حلب بناءً على اقتراح «غون دوغدو» الابن الأكبر «لسليمان شاه» حيث يمنحهم والي المدينة «العزيز محمد بن غازي الايوبي» قطعة أرض حدودية في ولاية أنطاكيا.
وتبدأ المخاطر تحيط بقبيلة "كايي" في أرضها الجديدة، مع تدخل أرطغرل لإنقاذ عائلة مسلمة من أيدي الرومان ليكتشف لاحقاً أن تلك العائلة تتبع لسلالة السلاجقة الحاكمة والتي تزوج من ابنتها حليمة خاتون.
يعرض المسلسل صراعات أرطغرل مع الخيانة والجواسيس والمحاربين الأشداء، في رحلة محفوفة بالخطر والخديعة والألم. خصوصًا مع الصليبيين المتمثلين في «فرسان الهيكل» بقيادة الأستاذ بيتروتشو مانزيني والمحارب تيتوس، والخونة في حلب مثل قائد فرسان المدينة «ناصر» وفي القبيلة مثل عمه «كورد أوغلو» وغيرهم، والذين استطاع أرطغرل أن يهزمهم ويقضي عليهم بعد عناء طويل. كما يرصد من جهة أخرى الصداقة والتضحية والإيثار والشجاعة والجرأة والحب.

### الموسم الثاني
أما الجزء الثاني من المسلسل فهو يتناول هجرة قبيلة قايي وبحثها عن أرض جديدة وفي الطريق تتعرض لهجوم من المغول بقيادة بايجو نويان ويقتل في هذه الهجمة عدد كبير من المحاربين والأهالي مما يضطر القبيلة إلى اللجوء إلى قبيلة أخرى هي الدودورغا وسيدها هو كوركوت باي خال أرطغرل وأخو هيماه خاتون.
تندمج القبيلتان وتنشأ من خلال ذلك العديد من المشاكل بسبب مكر أيتولون زوجة كوركوت باي وبسبب الفتن التي يقوم بها الخونة بإيعاز من الأمير السلجوقي سعد الدين كوبيك في القبيلتين أبرزهم كارابيك وغوموش تكين، والظلم الذي يمارسه القائد المغولي بايجو نويان، ويجري الكشف عن الخائن «كوجاباش» الذي يعمل لصالح نويان عن طريق فخ دبره أرطغرل له ويُقضى، كما يحاول بايجو نويان الإيقاع بين أرطغرل وخاله «كوركوت باي» من خلال الادعاء بأن أرطغرل قتل ابنه «توتكين» الذي كان رئيس محاربي القبيلتين، يقوم أرطغرل بزيارة أراضي بيزنطة الغربية والتخطيط للهجرة إليها بأمر من رجال اللحى البيضاء، ويُقبض على نويان من طرف «جوندودو» و«توتكين» في إحدى المبارزات التي حصلت بينهم وبين المغول ولكن الأمير سعد الدين كوبيك يقوم بإنقاذه، كما يشهد هذا الجزء عودة سونغور تكين شقيق أرطغرل الأكبر، يقوم الخائن غوموش تكين برفقة أخته بقتل سيد الدودورغا «كوركوت» عن طريق السم ولكن أرطغرل يقوم بكشف مؤمراتهم برفقة زوجة غوندودو «سالجان» والقضاء عليهم، كما سيقوم نويان بنصب فخ لقتل «توتكين» وزوجته «كوكتشا» وينجح في الأمر، ينتهي هذا الجزء بقضاء أرطغرل على فتنة بايجو نويان المغولي ولكن لا يتمكن من قتله وكذلك مقتل الأمير الصغير يغيت أخو حليمة على يد رجال الأمير سعد الدين كوبيك في الطريق التي كان سيأخذه فيها أرطغرل إلى السلطان لتبرئته من تهمة العصيان الذي أحيكت له. في نهاية الجزء، يحدث خلاف بين أبناء سليمان شاه حول سيادة القبيلة ثم تنقسم القبيلة إلى قسمين طرفاها «غوندودو» وأرطغرل، يخرج أرطغرل مع مجموعة من القبيلتين باتجاه الحدود الغربية بالقرب من الأراضي البيزنطية وهناك تنتظرهم العديد من الأحداث الشائقة التي يتناولها الجزء الثالث من المسلسل.

### الموسم الثالث
تدور أحداث الموسم الثالث بعد انتقال قبيلة قايي تحت قيادة أرطغرل إلى حدود الدولة السلجوقية مع الدولة البيزنطية، ومن ثم الصراعات مع البيزنطيين والخيانات في وسط الأتراك وطموحات الأمير سعد الدين كوبك ومحاولة اغتيال أرطغرل بالسم، ولكن يزداد نفوذه تدريجيا في خضم كل تلك المصاعب. تنشب الصراعات الخفية مع «أستاذ سيمون» صاحب أسواق الخان (بالتركية: Hanlı Pazar) والذي يدير الخان ولكنه يخفي سراً أنه أحد فرسان المعبد، مع خيانات بعض الأتراك المتنفذين (مثل أورال من قبيلة تشافدار)، حتى يتمكن أرطغرل في النهاية من الإستيلاء على الخان وإقامة العدل فيه تحت حكم قبيلة قايي.
كان «فاسيليوس» قائداً للمحاربين في قلعة كاراجا حصار (قرة چة حصار) (بالتركية: Karacahisar) ولكنه اغتال تكفور القلعة (رئيسها) أثناء زيارته الودية للخان الذي استولى عليه أرطغرل كي يشعل الصراعات مرة أخرى بعد عقد الصداقة بين أرطغرل وتكفور. أصبح «فاسيليوس» بعدها تكفور قلعة كاراجا حصار (تكفور: لقب استُخدم في نهايات الدولة السلجوقية وبدايات الدولة العثمانية للإشارة إلى زعماء مناطق الأقلية المسيحية المستقلين أو شبه المستقلين، أو للإشارة إلى حكّام الإمبراطورية البيزنطية المحليين في آسيا الصغرى وتراقيا )
ثم تدور بعدها الصراعات مع التكفور «فاسيليوس» وسط خيانات متعددة من بعض رؤساء الأتراك مثل أورال وسعد الدين كوبيك وخيانات التكفور الجديد «فاسيليوس» لمليكه البيزنطي من أجل الإيقاع بين قبائل الأتراك. ولكن يستولي أرطغرل على قلعة قره جه حصار في نهاية الأمر. يُذكر تاريخياً أن أرطغرل بعد صراعات طويلة قد غزا فعلياً مع الأمراء الأتراك الآخرون قلعة كاراجا حصار في عام 1231-1232م (يمكن الرجوع لصفحة أرطغرل للمعلومات التاريخية).

### الموسم الرابع
قُتل عدد كبير من محاربي القبيلة بمؤامرة من التكفور الجديد «أريس» قائد قلعة قره جه حصار، ولكن نجا بامسي وأرتوك، وفُقد أرطغرل بعدما أصيب، وظن الجميع أنه قُتل لكن أحد تجار العبيد يُنقذه ليساوم به «أريس». ويُختار أخاه «دوندار» لقيادة القبيلة فيقرر بيع السوق والعودة لأخويه «غندوغدو» و«سنغور تكين» لكن أرطغرل يتمكن من الفرار من تاجر العبيد ويمنع بيع السوق في اللحظة الأخيرة.
ثم يبدأ أرطغرل في التخطيط لفتح القلعة ولكن يتعرض للعديد من الخيانات مثل خيانة بهادير. ثم يقضي على بهادير وابنه وجميع من بايعه وحينئذ يصبح «تورغوت ألب» سيدًا لقبيلة «تشافدار» ثم يفتح أرطغرل القلعة ويتمكن «أيريس» من الهرب، إلا أنه يدخل في الإسلام بعد إعجابه بمبادئ الإسلام المتمثلة في أرطغرل الذي أنقذه، ويتسمى باسم «أحمد».
وبعدها تتوالى الخيانات في قصر السلطان حيث يتعرض السلطان «علاء الدين كيقباد الأول» سلطان سلاجقة الأناضول إلى خيانة زوجته «مهيبري خاتون»، والسبب طمعها في السلطنة من خلال ابنها فتتفق مع الأمير المنعزل «سعد الدين كوبيك» الذي يدس السم في عشاء السلطان فتتجه الإنظار إلى «أرطغرل» حيث يكون المتهم الوحيد في هذه الحادثة.
بعد موت السلطان، أصبح ابنه غياث الدين سلطاناً، وبدأ سعد الدين كوبيك بحياكة المؤمرات والخيانة مرة أخرى عن طريق التحكم بالسلطان. ثم تظهر شخصية «غون ألب» الذي رباه سعد الدين بعد موت عائلته وأبوه الأمير السابق، ولديه ولاء خالص للدولة ولسعد الدين كوبيك، ويصطدم بأرطغرل أكثر من مرة ولكنه لا يقتله، ويكرر كلمة أن على عينيه ستار يمنعه من رؤية حقيقة سعد الدين كوبيك. ويقتل زوجة السلطان الثانية وابنها مساعدُ «مهيبري خاتون»، ولكن السلطان غياث الدين يستطيع التواصل مع أرطغرل بطريقة معينة عن طريق «ذوي اللحى البيضاء»، ويعرف الحقيقة منه. تحاول أصليهان زوجة تورغوت المحارب أن تقتل سعد الدين كوبيك مستغلة حبه السابق لها، ولكنها تصيبه دون قتله وتموت هي ويُرسل جثمانه إلى القبيلة.
بعد ذلك يقوم السلطان غياث الدين بإصدار أمره «فرمان» إلى أرطغرل وبالتعاون مع أمير سيفاس آنذاك كاراجا للقيام بقتل سعد الدين كوبيك أثناء توجهه لغزو قلعة سميساط، وتبدأ المهمة بملاحقة سعد الدين لقتله لكن سعد الدين كوبيك ينجح بالإمساك بأرطغرل بعد محاولته التسلل إلى خيمته في المعسكر الذي نُصب قبل الانطلاق إلى الحملة ولكنه يتفاجئ بوجود غون ألب بدلاً من سعد الدين كوبيك، ولكن تورغوت ألب وسنغور تيكن ينقذانه من الإعدام. وبعدها تبدأ الملاحقة بينهم، وتنتهي هذه المرة بقتل كوبيك بخنجر أصليهان ثم قطع عنقه، بعد كشف الستار عن أعين غون ألب وتبين حقيقة سعد الدين كوبيك وخيانته وتأمره على السلطان علاء الدين كيقباد الأول طمعاً للسلطنة، كما يعترف بقتله لوالده لعدم اطاعته، بعد ذلك يقوم السلطان غياث الدين بإرجاع صلاحيات إمارة المنطقة والقبائل لأرطغرل.
تبدأ فترة جديدة بعد قتل أرطغرل لسعد الدين كوبيك، يأتي خبر مفاجئ لأرطغرل من جاسوسه في قلعة بلاجييك، بأن الإمبراطور تراجع عن إرسال الجيش للهجوم على الأتراك ويرغب في إبقاء عقد الصُلح بينهم، وذلك بسبب خطر المغول الذي إقترب من حدود الدولة. كما يفاجئه بتولي نويان قيادة الجيش المغولي الذي اعتقد أرطغرل أنه قُتل في الموسم الثاني من المسلسل. قام نويان بكشف أحمد -أريس سابقاً- بأنه جاسوس لأرطغرل كما كشف ماريا وخيانتها مع الأمير سعد الدين إلى حاكم بلاجييك، كذلك قام بالتخطيط لزرع جواسيسه داخل قبائل الأتراك وطلب من شقيقته آلان غويا بأن تقترب من قبيلة القايي التي تنجح بدورها بذلك بعد قيامها بقطع رأس كريتوس -حاكم قلعة بلاجيك- وقيامها هي بإرساله إلى أرطغرل.
تتوفى السلطانة حليمة بعد ولادة عُثمان، وبالتزامن مع هذه الوفاة يصل أمر السُلطان غياث الدين إلى أرطغرل من أجل أن يكون مبعوث الدولة السلجوقية إلى أوقطاي خان - إمبراطور المغول - ليقنعه بتجديد الصُلح بين الدولتين مقابل زيادة الضرائب من الدولة السلجوقية إلى الإمبراطورية المغولية. وفي طريق أرطغرل ونويان واجهوا البيزنطيين تحت قيادة القائد رمانس (قائد قلعة بيله جيك) ولكن ينجح أرطغرل ومحاربوه بالتخلص منه وتُختَطف سوغاي مرضعة عثمان (ابن أرطغرل) ولكن السيد غون الب والميلا (الآن غويا) ينجحون بإنقاذها
يصل أرطغرل مع محاربيه إلى مقر إقامة أوقطاي خان زعيم إمبراطورية المغول آنذاك، ليكتشف محاربو أرطغرل بالصدفة حقيقة آلان غويا شقيقة نويان التي تتنكر بأنها بائعة جلود لتتمكن من التسلل إلى قبيلة القايي. كما ينجح أرطغرل بإقناع أوقطاي خان بتوقيع إتفاقية صُلح مع الدولة السلجوقية لمدة عامين. لكن وفاة أوقطاي خان كانت مفاجئة ليحاول نويان حينها إلقاء القبض على أرطغرل الذي يقوم بدوره بالهرب مسرعاً إلى القبيلة بعد اكتشاف أمر آلان غويا. يقوم ابن أوقطاي خان بإلغاء الصُلح ويقوم بتعين نويان للإستيلاء على الأناضول. كما يصل أرطغرل إلى القبيلة ويكشف عن حقيقة جواسيس المغول وبالفعل يُقضى عليهم.
ينتهي الموسم الرابع من مسلسل قيامة أرطغرل بمشهد هجرة قبيلة القايي إلى مدينة سوغوت.

### الموسم الخامس
يهاجر أرطغرل إلى سوغوت مع قبيلته وأبنائه الثلاثة وينصب نفسه كسيد للمنطقة بصفته أمير القبائل، حيث يقوم بإحياء أهل سوغوت وحمايتهم من بطش المغول كما ارتبط به أهل سوغوت المسيحيين ودخلوا تحت سيادته، مع بنائه نظامًا اقتصاديًا واجتماعيًا صارمًا يقوم على العدل وإغاثة المظلوم لأكثر من 10 سنوات.
وفي ظل كل هذا تظهر شخصية «دراغوس» الذي يتنكر في زي طارق للأجراس، ويقوم بإنشاء منظمة سرية من مجموعة من الجنود الصليبيين تهدف إلى القضاء على أرطغرل وقبيلته واستعادة أراضي سوغوت. كما تظهر شخصية نسائية باسم «إلبيلجي» تنتسب إلى قبيلة أومور التي كُلّفت بجمع الضرائب بدلاً عن أمير القبائل أرطغرل، وانتقامًا منه على قطعه ليد قائد دورية المغول الذي داهم قبيلته وحاول الاعتداء على هذه المرأة التي استُضيفت في القبيلة، مكافأةً لها على إنقاذها لابن أرطغرل الأصغر «عثمان» الذي استطاع رغم صغر سنه إنقاذ أسرة «تيوكليس» المسيحية التي كان جنود «دراغوس» قد قاموا باختطافهم وحاولوا أخذهم إلى قائدهم، لامتلاكه دليلاً على هوية دراغوس المزيفة.
وفي هذه الأثناء يقوم رجال اللحى البيضاء بضم أرطغرل كواحد منهم، ويقوم بالسعي وراء صندوق سري كان قد خبأه السلطان المغتال علاء الدين كيقباد الأول يحتوي على خطة سرية للتخلص من المغول وبطشهم.
يقوم أرطغرل ومحاربوه بالاستيلاء على الصندوق الموجود في القصر، وفي تلك الأثناء تأتي قبيلة «أومور أوغلو» إلى سوغوت، ثم تقوم البيلغي باتهام «غوندوز» بن أرطغرل بقتل محاربي قبيلتها الذين كانوا في طريقهم لأداء مهامهم والفاعل الحقيقي كان «دراغوس» الذي قام مجددًا بقتل أب السيدة البيلغي «أومور باي» بخنجر غوندوز لإلقاء التهمة عليه، وهذا ما حدث فعلاً خصوصًا بعد مجيء الأمير «بهاء الدين» من قونيا إلى سوغوت للتحقيق في الأمر.
يقوم غوندوز ابن أرطغرل بالهرب سعيًا منه لتنظيف اسمه واسم أبيه، ويقوم والده أرطغرل بالإصرار على أن تقوم محاكمته في سوغوت، بينما يقوم «دراغوس» بتجهيز فخ لغوندوز لإلقائه بين يدي «البيلغي» ومحاربيها وذلك ما حصل لكن ابنة تكفور قلعة ليفكه المجاورة لسوغوت «إيرين» والتي لها علاقة مع غوندوز تقوم بإنقاذه وإدخاله سرًا للقلعة، ولكن مع سيطرة القائد دراغوس على القلعة يقوم رجله «لايس» بقتل التكفور «يانيس» والد إيرين وحبس غوندوز في القلعة، يعرف أرطغرل بمكان ابنه ويقوم بإخراجه من القلعة بالفدية ويقوم بإقناع البيلغي بالعدول عن اتهامها لغوندوز بقتل أبيها. وأخيرًا جرى تبرئة غوندوز في المحاكمة بعد تنازل «البيلغي» عن الشكوى.
وفي تلك الأثناء، تصل «سالجان» زوجة غوندودو أخ أرطغرل مع ابنها «سليمان» إلى القبيلة حاملة أخبارًا سيئة عن قبيلة جوندودو التي تسلط عليها المغول وأحد قتلة الدولة السلجوقية «ألباستي» (يعني الكابوس) والذي هو السيد «بيبولات» الذي بدوره أخ السيدة البيلغي والذي أتى أيضًا إلى سوغوت كسيد لقبيلة «أومور أوغلو» بعد مقتل أبيه، ولكن لعدم معرفة «سالجان» به يقوم «بيبولات» بالتقرب من أرطغرل والدخول تحت إمارته.
يقوم «بيبولات» بوظيفته بنقل الضرائب إلى قونيا ويأخذ البيلغي معه لتتزوج الأمير بهاء الدين بالقوة، ولكن دراغوس ينصب له فخًا في الطريق ويختطف الذهب والسيدة البيلغي ولكنه يجد الذهب مزيفًا لأن أرطغرل شك في إمكانية اختطافه للذهب فقام بتغييره، ويرسل دراغوس قائده الجديد «أورانوس» تحت اسم دراغوس ليبعد عن نفسه الشبهة نظرًا لتنكره في زي زانغوتش (طارق اجراس الكنيسة) ليتفق مع ارطغرل على إعطائه الذهب الحقيقي مقابل حياة البيلغي، ولكن أرطغرل استطاع دخول القلعة وإنقاذ البيلغي بمساعدة بيبولات وأنقذ نفسه أيضًا بعقده اتفاقًا يتضمن استيلاء دراغوس على كل ضرائب الدولة مقابل إخباره عن مكانها ثم اقتسامها معًا، وبعد سرقة دراغوس على ذهب الضرائب يقوم أرطغرل بمداهمة مخبأ دراغوس السري والاستيلاء عليها جميعًا، وبعد حادثة السرقة يقوم المغول بإلقاء المسؤولية على الأمير بهاء الدين الذي يتعاون معهم كما يلقي هو بدوره تهمة سرقة الضرائب على أرطغرل، وهنا يقوم أرطغرل بمداهمة خان القوافل الذي يقيمون فيه، ويقتل جميع أفراد المغول ويحاول معرفة هوية ألباستي من بهاء الدين، ولكن أرطغرل يجده يلفظ أنفاسه الأخيرة دون أن يخبر أرطغرل شيئًا. وبعدها يقوم دراغوس بتجهيز فخ لقتل أرطغرل في سوغوت ليلاً انتقامًا منه على أخذه للذهب، ولكنه يتراجع في آخر لحظة بعد سماعه خبر بحث المغول عن الصندوق السري وشكهم في أنه عند أرطغرل.
ثم لم يلبث المغول طويلاً حتى داهموا قبيلة قايي وقاموا بالتسلط عليهم برئاسة القائد الجديد «ألينجاك» الذي قام بخطف عثمان وحاول خنق غوندوز عن طريق القوس، وأعطى بيبولات وظيفة أمير القبائل وجرد أرطغرل من صلاحياته، وأعطى مهمة إدارة أعمال نساء القبيلة لأخت بيبولات الصغرى «سيرما» بدلاً من السيدة «هايماه» أم السيد أرطغرل.
يقوم بعدها أرطغرل بالدخول إلى خيمته على القائد المغولي ألينجاك ويساومه بالصندوق مقابل ابنه عثمان ويقبل ألينجاك بالأمر، ويقوم أرطغرل قبل ذلك بالاتفاق مع دراغوس عبر القائد أورانوس لمواجهة الخطر المغولي ويقوم بالاستماع لألينجاك سرًا في القلعة، والذي جاء بدوره إلى القلعة ليعقد معاهدة صلح مزيفة اخترعها أرطغرل لإبعاد المغول عن المنطقة ويعرف مكان اختطاف ابنه ثم ينجح في الأمر وينقذ عثمان.
يعود أرطغرل بعدها إلى سوغوت ويقابل ألينجاك لإعطائه الصندوق الذي قام بإفراغه من المعلومات الصحيحة واستبدلها بمعلومات خاطئة، كما وضع فيه أحد الريش الذي يلبسه كهنة المغول ليدل على انه قد أنقذ ابنه بنفسه، ويتفق مرة أخرى مع الينجاك على أعطائه مهلة للبحث عن الضرائب التي طلبها هولاكو خان من الينجاك ويقوم باستعادة سيادة قبيلته.
وفي تلك الأثناء يقوم ابن غوندوغدو «سليمان» بالتمرد ضد بيبولات ولكن بيبولات يقوم بضربه وسجنه ويحاول سليمان الهروب وينجح في الأمر بمساعدة البيلغي، كما تحاول أخت بيبولات «سيرما» التسلط بالقوة على نساء الكايي ولكن السيدة سالجان تتصدى لها وتحاول سيرما قتل سالجان بالخنجر ولكنه ينغرز في بطنها بالخطأ، وتتهم سالجان بمحاولة قتلها ويقوم بيبولات بإصدار حكم جائر ضدها، ولكن أرطغرل يتدخل ويبرئ سالجان بعد شهادة البيلغي ضد أختها.
يقوم أرطغرل مرة أخرى بمهامه بإنقاذ السلطان عز الدين كيكاوس من المغول، ويشك ألينجاك في أرطغرل ولكن أرطغرل يكتب له رسالة ملفقة تفيد بأنه ليس الفاعل، ويتفق هذه المرة اتفاقًا كبيرًا مع ألينجاك بإعطائه السلطان كيكاوس مقابل إصدار العفو عن سليمان وعن جوندودو وقبيلته والتخلي عن الضرائب، وهذا ما قبل به ألينجاك الذي لم تكن بيده حيلة، ولكنه يطلب من بيبولات منع وصول رسالة العفو إلى غوندودو. وبعدها يقوم محاربو أرطغرل بإنقاذ كيكاوس واصطحابه إلى رجال بركة خان ويختطف رجال دراغوس الصندوق، وعندها يقوم أرطغرل باستعادة سوغوت وإمارة القبائل عنوةّ ويقوم بيبولات بتقمص شخصية ألباستي وينقض على سليمان ويقتله ولكنه لا يتمكن من الحصول على رسالة العفو.
بعد ذلك يلاحظ «الينجاك» بأن فشل خططه ليست مجرد مصادفات، ويكتشف أنه هناك جاسوس بين جنوده ويكلف «بيبولات» بمعرفته، ثم يكتشفون أن هذا الجاسوس هو «مرغان»، وبعدها يقبض بيبولات عليه ويأسره «ألينجاك» ويعذبه بشدة لكي يعرف من هو سيده، لكنه لا يتمكن من استخراج أي كلمة منه، وبعدها يتمكن أرطغرل بمساعدة القائد أورانوس من معرفة مكان «مرغان» ويصنع خطة محكمة للقضاء على «الينجاك» و«الباستي» لكن «بامسي» يقوم بخطأ فادح يفشل الخطة، وعلى الرغم من ذلك يستطيع أرطغرل إنقاذ «مرغان» ويعزل «بامسي» عن قيادة المحاربين وبعدها يستخدم «زانغوتش» لتحديد مكان «الينجاك» ثم ينصب له فخًا ويأسره ويقوم مرغان بتعذيبه كي يعلم منه هوية «الباستي».
وبعد هذه الحادثة يشك أرطغرل في أن «زانغوش» هو دراغوس الحقيقي، ويستخدم خطة جديدة ليخدع «دراغوس» بأنهم سيأخذون الذهب المسروق إلى قونيا، ويذهب أورانوس (دراغوس المزيف) لكي يسترد الذهب ويقع في فخ أرطغرل ويقوم بإعدامه وسط سوغوت، أما دراغوس الحقيقي فيقوم المحاربون بوضعه بالسجن تنفيذًا لأوامر أرطغرل، لكنه يفرّ منه بعد قتله «لأوغوز» وطعنه «لملكشاه»، وعندها يتأكد أرطغرل من هوية دراغوس.
في هذه الأثناء يخطف «بيبولات» ابن بامسي «ايبرس» ويذهب بامسي لإنقاذه، وهنا يظهر شخص يدعي أنه «ألباستي» ويخبر بامسي أنه سلّم ابنه لدراغوس ويقوم بيبولات بقتل هذا الرجل ليزيل كل الشكوك حوله حسب اعتقاده، وبعد ذلك يعقد دراغوس اتفاقًا مع بامسي بأنه إذا أحضر ألينجاك وسلمه له فسوف يعيد له إبنه، وبالفعل ينجح بامسي بإحضار ألينجاك له مخالفا بذلك أوامر أرطغرل، إلا أن دراغوس يخلف بوعده ويتحد مع ألينجاك ويهمّ بقتل بامسي وابنه لكن أرطغرل يلحق بآخر لحظة، وتحصل هنا معركة يُقتل ألينجاك وأسر دراغوس بعدها يتفق بيبولات مع قائد القلعة على إنقاذ دراغوس وقت الإعدام، وعند الإعدام ينقلب بيبولات ضدهم ويحارب مع أرطغرل، وتدور معركة بين أرطغرل ودراغوس تنتهي بقطع رأس دراغوس وتعليقه وسط سوغوت، ويصاب بامسي إصابة خطيرة ثم يتعافى فيما بعد ويعيد ارطغرل له منصب قيادة المحاربين نظرًا لشجاعته.
بعد ذلك تخبر «البيلغي» أرطغرل بشكوكها حول أخيها بيبولات ويقومون بتجهيز خطة للتأكد من كونه ألباستي، وبالفعل يستدرجونه للفخ ويعترف بأنه هو ألباستي ويحصل قتال بينهم، وهنا يظهر «جوندوجدو» بعد غياب لسنوات ويشاركهم بالمعركة لكي ينتقم من أجل ابنه، لكن الباستي يهرب ويلقي بنفسه من المنحدر في النهر وينجو بصعوبة، بعدها ينقذه شخص يدعى «أريكبوغا» وهو من أخطر جواسيس المغول ويعلم بحدوث اجتماع بين أرطغرل وجاسوس بركة خان للتجهيز للمعركة الكبرى ضد المغول، وينصب لهم كمين بالاشتراك مع بيبولات ويقتلون جميع جنود أرطغرل وجاسوس بركة خان كما يقتلون «دمرول» و«مرغان» ويطعن «تورغوت» في مشهد حزين ويُؤسر أرطغرل. وعندها يقوم غوندودو بالاتفاق مع البيلغي بالبحث عن أرطغرل ويأخذ «تورغوت» إلى السيد أرتوك لعلاجه، ويسعى «أريك بوغا» إلى التخلص من غوندودو ويقوم «بيبولات» بنقل أرطغرل إلى مكان آخر وفي الطريق تتدخل السيدة البيلغي وتنقذ أرطغرل، الذي بدوره يعود إلى مغارة أريكبوغا لإنقاذ غوندودو من الفخ وينجح في الأمر ويفرّ أريكبوغا هارباً.
بعدها قام رجال اللحى البيضاء باستدعاء أرطغرل فورًا للذهاب إلى بركة خان بنفسه كي يؤمن الاتفاقيات اللازمة لشن المعركة الكبرى والأخيرة ضد المغول، بالإضافة إلى البحث عن الجاسوس المغولي عند بركة خان والذي تأكدوا من وجوده خصوصًا بعد معرفة أريكبوغا للاجتماع السري بين أرطغرل و«تورومتاي» جاسوس بركة خان وفي الوقت الذي وصلت فيه مساعدات بركة خان من أسلحة وأموال والتي قام باستلامها «غوندودو» و«تورغوت» بينما انطلق أرطغرل في الطريق مع محاربيه. ثم قام أريكبوغا بملاحقة أرطغرل في الطريق محاولاً قتله عبر الكمائن ولكن لم ينجح في الأمر، وبعد وصول أرطغرل إلى معسكر القبيلة الذهبية قام بإقناع بركة خان بوجود خائن عنده تمكنوا بعد ذلك من معرفته وهو مساعده «كيات» والذي جهز أرطغرل له ولأريكبوغا فخًا بالتعاون مع بركة خان واستطاعا القضاء عليهما، ثم قام أرطغرل بعقد الاتفاق اللازم وانطلق عائدًا إلى الأناضول.
وفي تلك الأثناء حاولت أخت البيلغي «سيرما» السيطرة على قبيلتها بتنصيبها لأحد من السادة الموالين لأخيها بالتعاون مع رجال أريكبوغا سيدًا للقبيلة ولكن «البيلغي» و«تورغوت» أطاحوا بهم وقامت البيلغي بقتل أختها الخائنة، كما عاد «غوندودو» وزوجته «سالجان» إلى قبيلتهما.
في الحلقة الأخيرة يعود أرطغرل إلى قبيلته ويتزوج السيدة البيلغي إيفاءً للعهد الذي كان بينها وبينه سابقًا، وينطلق لآخر مرة في طريقه مع المحاربين إلى المعركة الكبرى لإنقاذ الأناضول من ظلم المغول وتنتهي الحلقة بتلاوة آيات من سورة الفتح لتكون خير نهاية لهذا المسلسل.

## التحضير والإعداد
بدأ فريق العمل تحضيراته في شهر أيار/ مايو 2014، وخضع الممثلون فيها لدورات تأهيلية وتدريبية في الفروسية وركوب الخيل والنبال ورماية السهام واستخدام السيف بانتظام لمدة 3 أشهر تحت إشراف أشهر المدربين في تربية الخيل وفنون القتال من كازاخستان بمعهد «جنكيز خان». واشتُريت الخيول خصيصًا للمسلسل، 25 حصانًا، وتدريبهم تدريبًا خاصًا على الحركات.
أخذ تصوير الحلقة الأولى مدة شهرٍ كاملٍ. وكان فريق إعداد الديكور مكون من ستين شخصًا يعملون في إعدادات المشاهد والديكورات المختلفة. جرى استقدام واستضافة أفرادٍ من البدو من كازاخستان متخصصين في الرقصات الحربية الفلوكلورية التركية، ولتدريب الخيول والممثلين على الحركات الخاصة في المعارك. أما الملابس فقد جرى عمل ما يقرب من 1000 لباس مختلف للمحاربين والرعاة والنساء والصليبيين والجنود والعرب في حلب والمغول وغيرهم. وصُنعت الآلاف من أدوات الحرب خصيصًا للمسلسل، وجُمعت المجوهرات المستخدمة في التصوير والحلي والنحاسيات والسيوف والدروع من جميع أنحاء تركيا. وصنعت الأعمال الخشبية يدويًا قطعةً قطعة.

## المواسم

بوراك أوزجيفيت بدور السيد عثمان في مسلسل المؤسس عثمان.

عُرضت خمسة مواسم كاملة من المسلسل على قناة «تي آر تي» التركية بدءً من 2014. وأعلن منتج المسلسل أن الموسم الخامس من قيامة أرطغرل سيكون الأخير، ليتغير اسم المسلسل في الموسم القادم إلى «المؤسس عثمان» (بالتركية: Kuruluş Osman)، وهو ابن أرطغرل، ومؤسس الدولة العثمانية. وسيكون من بطولة الممثل التركي بوراك أوزجيفيت.
| الموسم | الموسم        | حلقات | العروض         | العروض        |
| الموسم | الموسم        | حلقات | بداية الموسم   | نهاية الموسم  |
| ------ | ------------- | ----- | -------------- | ------------- |
|        | الموسم الأول  | 26    | 10 ديسمبر 2014 | 17 يونيو 2015 |
|        | الموسم الثاني | 35    | 30 سبتمبر 2015 | 8 يونيو 2016  |
|        | الموسم الثالث | 30    | 26 أكتوبر 2016 | 14 يونيو 2017 |
|        | الموسم الرابع | 30    | 25 أكتوبر 2017 | 6 يونيو 2018  |
|        | الموسم الخامس | 29    | 7 نوفمبر 2018  | 29 مايو 2019  |

## الجوائز
فاز المسلسل بجائزة الفراشة الذهبية (التركية) لأفضل مسلسل تلفزيوني عام 2016. ولكن حدث خلاف  وأرجع المنتج محمد بوزداغ الجائزة لأن الممثلين والعاملين على الإنتاج لم يُعطوا الميكروفون عندما صعدوا على خشبة المسرح لقبول الجائزة والتحدث مثلما هو مفترض، ودافع عنهم الرئيس أردوغان وقال خطاب كامل وقال «إنكم فزتم بجائزة القلوب».

الرئيس التركي رجب طيب أردوغان مع طاقم الموسم الأول عام 2015.

كُرّم بطل قيامة أرطغرل بصفته أفضل ممثل عالمي في حفل توزيع الجوائز بمهرجان ضيافة 2019، الذي أُقيم في دبي بالإمارات العربية المتحدة.
ودائمًا ما يحتل مسلسل «قيامة ارطغرل» نسبٍ عالية من المشاهدة الأسبوعية والشهرية كما يُذكر أن أعلى نسبة مشاهدة حققها المسلسل هي 17.00% في الحلقة 102 مما يعني أن 13.94 مليون تركي شاهد الحلقة في وقت بثها الأصلي في تركيا. وللمسلسل شعبية كبيرة في تركيا وخارجها، وكثيرًا ما يُستعان بالممثلين في فعاليات شعبية مثل ذكرى فتح القسطنطينية بحضور الرئيس أردوغان. كما زار موقع التصوير الكثير من السياسيين الأتراك.
في حلقته الأولى بالموسم الخامس، حقق المرتبة الأولى في تركيا، والمرتبة الخامسة عالميًا، وحقق تفاعلاً على «تويتر» ليلة البث بلغ أكثر من مئة ألف تغريدة، حسب صحيفة “تركيا”.
بطله إنجين آلتان دوزياتان الأعلى أجراً في تركيا، يتقاضى 41 ألف دولار عن الحلقة الواحدة. كان الرئيس التركي رجب طيب أردوغان شاهداً على زواج بطلته إسراء بيلجيتش.

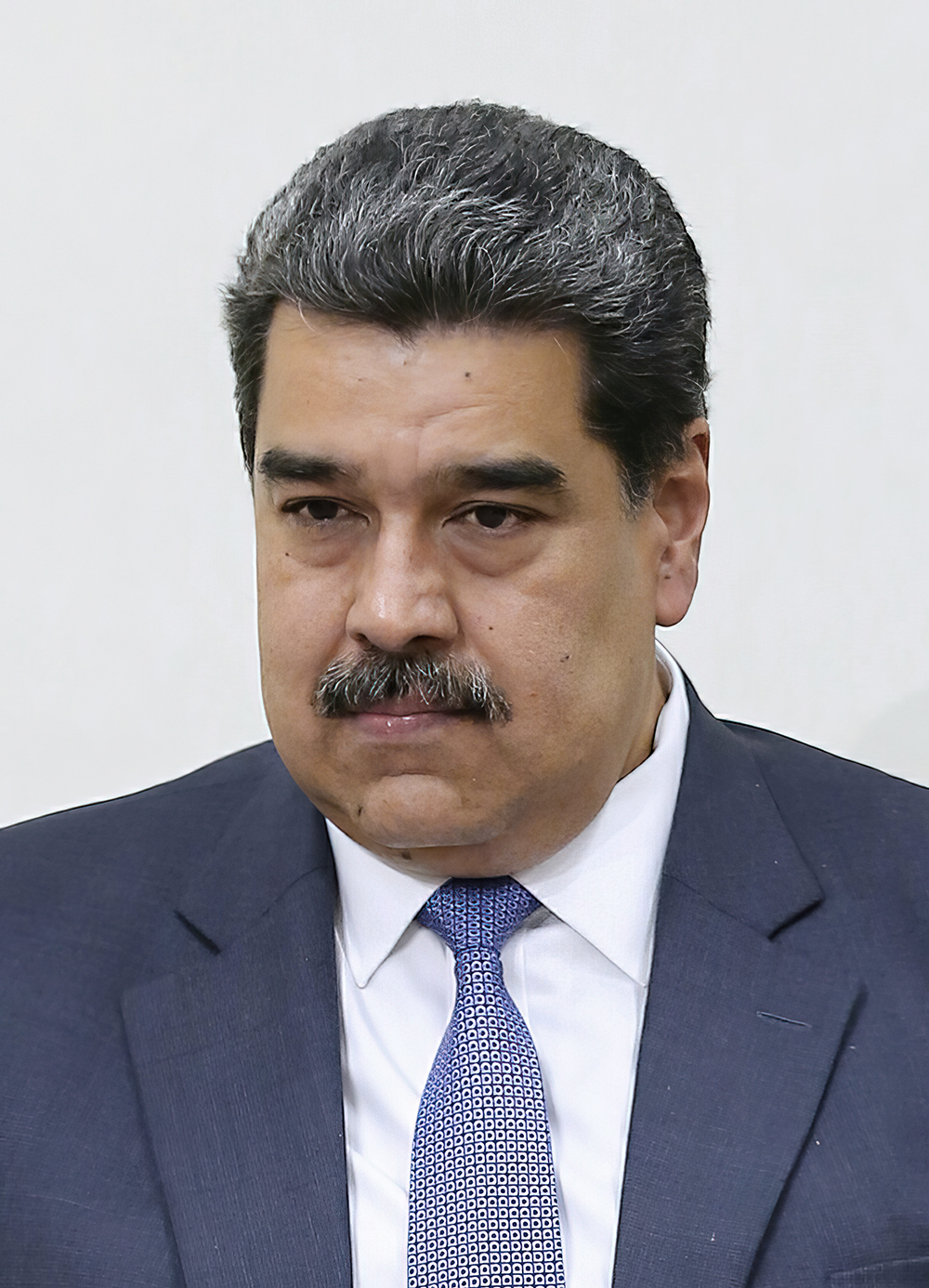
نيكولاس مادورو.
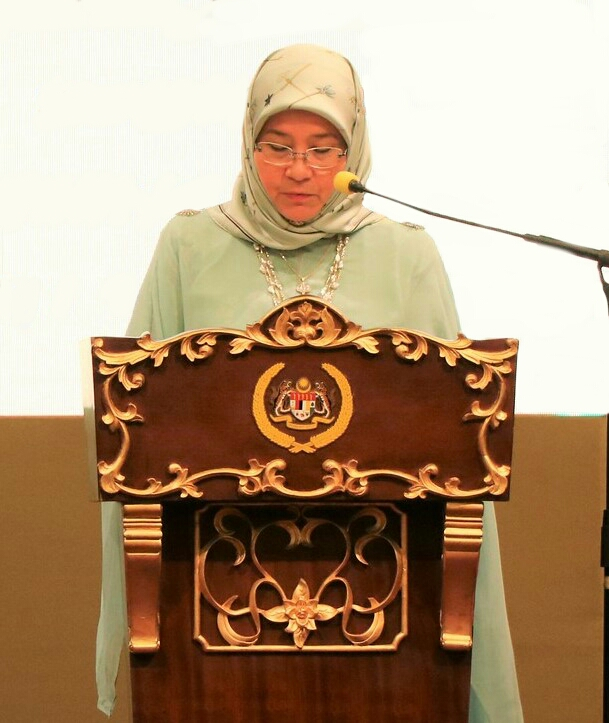
تونكو عزيزة أمينة ميمونة إسكندرية.

وكانت الحلقة التجريبية هي الحلقة التلفزيونية التركية الأكثر مشاهدة يوم صدورها. قام رجب طيب أردوغان، رئيس تركيا، بزيارة موقع التصوير مع عائلته أكثر من مرة. أُطلق على المسلسل اسم "لعبة العروش" التركية، ومن بين المعجبين رئيس فنزويلا نيكولاس مادورو وملكة ماليزيا تونكو عزيزة أمينة ميمونة إسكندرية.
يعد المسلسل من أنجح الصادرات التلفزيونية التركية، ويتوافق مع رسالة أردوغان وحزبه. وبحسب البروفيسور بوراك أوزجيتين، "إنهم، بطريقة ما، يعيدون كتابة التاريخ العثماني للجمهور التركي الحالي".
إلى جانب تركيا، يحظى المسلسل بشعبية في أذربيجان، بسبب التراث المشترك الملحوظ. وقد اجتذب المسلسل جمهورًا من عدة دول أخرى، خاصة تلك التي تضم عددًا كبيرًا من السكان الأتراك أو المسلمين.

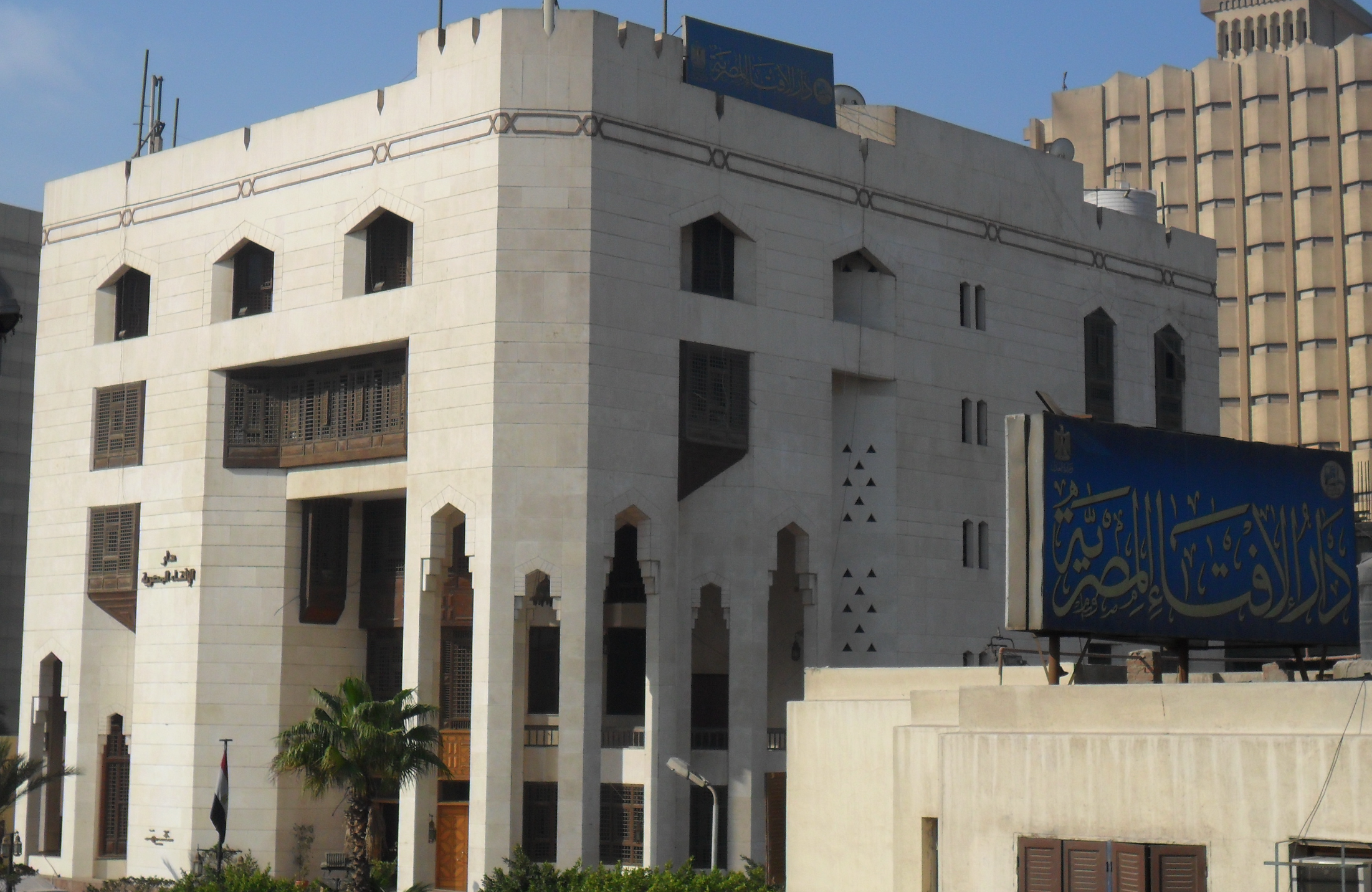
مبني دار الإفتاء المصرية.

في 10 فبراير 2020 حُظر مسلسل «قيامة ارطغرل» في مصر والمملكة العربية السعودية والإمارات العربية المتحدة. وحذرت دار الإفتاء المصرية من مشاهدة المسلسل. كما استهدفت الرئيس التركي أردوغان في بيان، مشيرة إلى أن نيته كانت استعادة الإمبراطورية العثمانية في الشرق الأوسط واستعادة السيادة على الدول العربية التي كانت في السابق تحت الحكم العثماني. وعلى الرغم من الحظر، ظل المسلسل يحظى بشعبية كبيرة في هذه البلدان.
صُور الموسمين الأول والثاني في قرية ريفا في إسطنبول، ثم منطقة نوشهر في الموسم الثالث والموسم الرابع، ثم قرية ريفا في إسطنبول في الموسم الخامس.[بحاجة لمصدر]
| الموسم | موقع التصوير         | مراجع         |
| ------ | -------------------- | ------------- |
| 1      | ريفا، إسطنبول، تركيا | [ 27 ]        |
| 2      | ريفا، إسطنبول، تركيا | [ 27 ]        |
| 3      | نوشهر، تركيا         | [ 28 ]        |
| 4      | نوشهر، تركيا         | [ 28 ]        |
| 5      | ريفا، اسطنبول، تركيا | [بحاجة لمصدر] |

## العرض الدولي

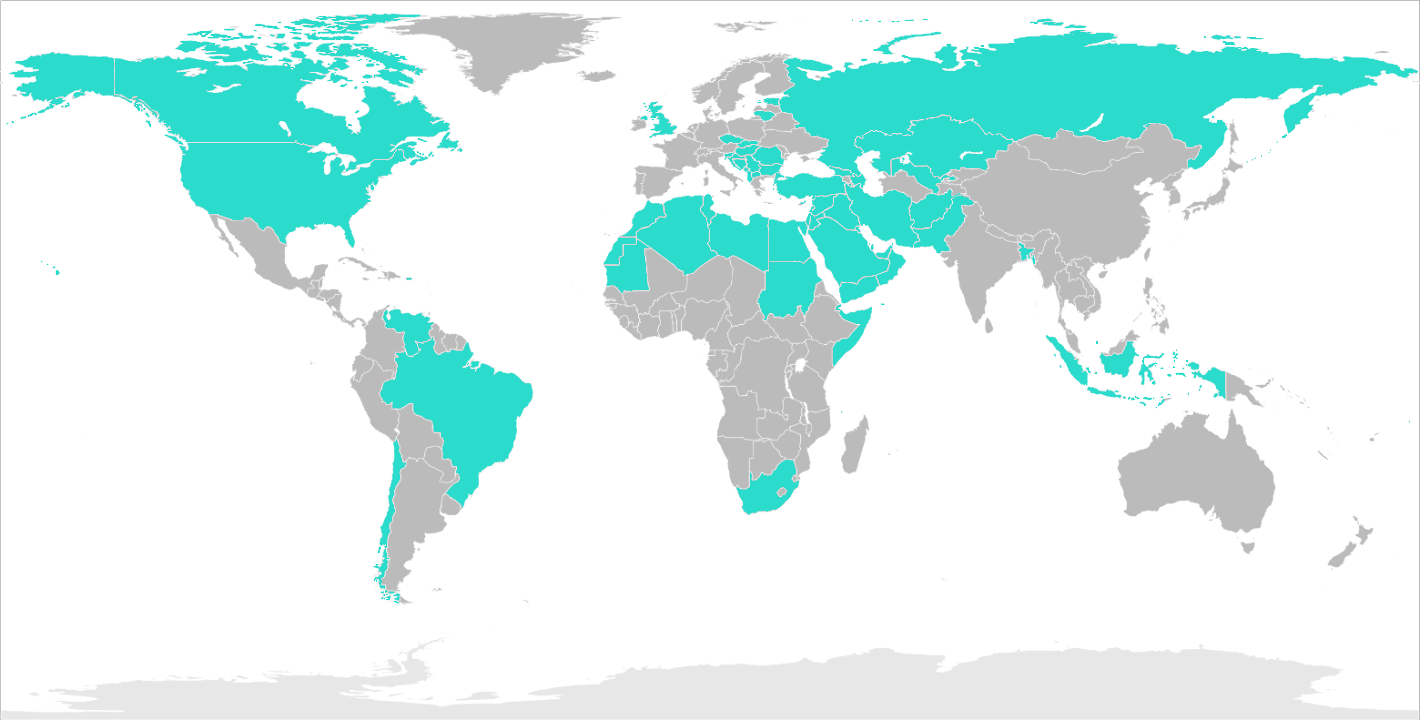
الدول التي يعرض فيها مسلسل قيامة أرطغرل.
غير معروف.

عُرض المسلسل على العديد من القنوات العالمية،  وكان يُبث في أكثر من 85 دولة بـ 25 لغة، وشاهده خلال المواسم السابقة نحو 3 مليارات.
اشترت 60 دولة في العالم حقوق بثه، خاصة في وسط آسيا وشرق أوروبا وأمريكا الجنوبية، وفي أمريكا عبر شبكة نتفليكس (Netflix) وتمت دبلجته إلى اللغة العربية.
شاهد الحلقة 102 أثناء بثها حوالي 13.94 مليون تركي في موعد بثها الأصلي في تركيا، وحقق عالميًا 3 مليارات مشاهدة وبلغت إيراداته نحو مليار دولار، وكان الأغلى سعرًا في الإعلانات بين المسلسلات التركية، بواقع 3 آلاف دولار عن 8 ثوانٍ في تركيا.
| الدولة          | الشبكة                                  | العرض الأول    |
| --------------- | --------------------------------------- | -------------- |
| ألبانيا         | TV Klan -                               | سبتمبر 2015    |
| بنغلادش         | Maasranga Television                    | 2 أبريل 2017   |
| كازاخستان       | Channel 31 ‏                             | أبريل 2016     |
| قبرص الشمالية   | تي أر تي 1 -                            | 10 ديسمبر 2014 |
| أفغانستان       | قناة طلوع                               | 2 سبتمبر 2017  |
| باكستان         | Hum Sitaray                             | 24 أغسطس 2015  |
| إسرائيل         | القناة 9                                | سبتمبر 2015    |
| قطر             | تلفزيون قطر -                           | 17 يناير 2017  |
| السعودية        | قناة فور شباب                           | 2015           |
| أوزبكستان       | Zo’r TV                                 | 2018           |
| كرواتيا         | RTL Televizija                          | يوليو 2015     |
| جمهورية التشيك  | TV Barrandov                            | سبتمبر 2015    |
| إستونيا         | قنال 2                                  | سبتمبر 2015    |
| جورجيا          | Maestro                                 | سبتمبر 2015    |
| المجر           | RTL Klub                                | 2015           |
| إندونيسيا       | Trans 7                                 | سبتمبر 2015    |
| إيران           | Filimo - Namava                         | سبتمبر 2015    |
| سلوفاكيا        | TV Doma                                 | سبتمبر 2015    |
| سلوفينيا        | Planet TV                               | سبتمبر 2015    |
| روسيا           | Dorama                                  | ديسمبر 2017    |
| رومانيا         | Prima TV                                | يوليو 2015     |
| ليتوانيا        | LNK                                     | نوفمبر 2015    |
| مقدونيا         | Kanal 5                                 | 2015           |
| الجبل الأسود    | RTCG                                    | 2015           |
| البوسنة والهرسك | Televizija OBN                          | سبتمبر 2015    |
| تركيا           | تلفزيون وطن                             | 2016           |
| بلغاريا         | TV7                                     | سبتمبر 2015    |
| أذربيجان        | Az TV                                   | 12 أكتوبر 2020 |
|                 | قناة دعوة                               | 2016           |
| الأردن          | قناة اليرموك                            | 2016           |
| الأردن          | عمان تي في                              | 2018           |
| الجزائر         | الشروق تي في                            | 2017           |
|                 | الفجر تي في                             | 2019           |
| تونس            | قناة حنبعل                              | 2017           |
| مصر             | قناة مكملين، دعوه، قناة وطن، قناة الشرق | 2018           |

## الشخصيات
بعض الشخصيات الأساسية في المسلسل:

إنجين ألتان دوزياتان بدور السيد أرطغرل
عثمان سويكوت في دور ابن العربي
آيبرك بيكجان بدور السيد أرتوك
جنكيز جوكشون بدور تورغوت ألب
إسراء بيلجيتش بدور السيدة حليمة
سردار غوكهان بدور سليمان شاه
جلال آل في دور عبد الرحمن
هوليا دارجان بدور الأم هايماه

| صورة | الممثل               | بالتركية             | الدور                  | ملاحظات                                                          |
| ---- | -------------------- | -------------------- | ---------------------- | ---------------------------------------------------------------- |
|      | إنجين ألتان دوزياتان | Engin Altan Düzyatan | أرطغرل                 |                                                                  |
|      | إسراء بيلجيتش        | Esra Bilgiç          | حليمة خاتون            |                                                                  |
|      | هوليا دارجان         | Hülya Darcan         | الأم هايماه            |                                                                  |
|      | سردار غوكهان         | Serdar Gökhan        | سليمان شاه             |                                                                  |
|      | كآن تاشانار          | Kaan Taşaner         | غوندوغدو أخ أرطغرل     |                                                                  |
|      | ديدام بالتشين        | Didem Balçın         | سالجان خاتون           |                                                                  |
|      | عثمان سويكوت         | Osman Soykut         | محي الدين بن عربي      |                                                                  |
|      | محمد شفيق            | Mehmet Çevik         | ديلي دمير              | حيث "ديلي Deli" تعني "مجنون" بالتركية، و"دمير Demir" تعني "حديد" |
|      | هانده سوباشي         | Hande Subaşı         | آيكيز                  |                                                                  |
|      | جنكيز جوكشون         | Cengiz Coşkun        | تورغوت ألب             |                                                                  |
|      | نور الدين سونميز     | Nurettin Sönmez      | بامسي ألب              |                                                                  |
|      | جافيت شتين جونر      | Cavit Çetin Güner    | دوغان ألب              |                                                                  |
|      | تورجوت تونتش         | Turgut Tunçalp       | آفشين باي              |                                                                  |
|      | جلال آل              | Celal Al             | عبد الرحمن غازي        |                                                                  |
|      | رشاد ستريك           | Reshad Strik         | كلاوديوس/عمر           |                                                                  |
|      | سيردار دينيز         | Serdar Dinez         | تيتوس                  |                                                                  |
|      | باريش باجي           | Barış Bağcı          | نويان                  |                                                                  |
|      | لبيب جوكخان          | Lebip Gökhan         | أستاذ سيمون            | صاحب الخان                                                       |
|      | تشاداش أونور أوزتورك | Çağdaş Onur Öztürk   | فاسيليوس               |                                                                  |
|      | ليفينت أوكتيم        | Levent Öktem         | أستاذ عزام             | ملك القلعة الصليبية في الموسم الأول                              |
|      | هاندا سورال          | Hande Soral          | البيلغي خاتون          |                                                                  |
|      | جمال هونال           | Cemal Hünal          | القائد آريس / أحمد ألب |                                                                  |
|      | علي إرسان            | Ali Ersan            | بيبولات (الباستي)      |                                                                  |

## روابط خارجية
- قيامة أرطغرل على موقع IMDb (الإنجليزية)
- قيامة أرطغرل على موقع كينوبويسك (الروسية)
- قيامة أرطغرل على موقع قاعدة بيانات الفيلم (الإنجليزية)